# 谢里莱普伊
谢里莱普伊（法語：Chéry-lès-Pouilly）是法国皮卡第大区埃纳省的一个市镇，属于拉昂区塞尔河畔克雷西县。该市镇2009年时的人口为710人。

## 人口
谢里莱普伊人口变化图示
| 数据来源：INSEE |